# Anna Kallstenius
Anna Gerda Sofia Kallstenius, född 8 juli 1872 i Västervik, död 23 september 1966 i Nacka, var en svensk skulptör.
Hon var dotter till telegrafdirektören Gustaf Samuel Kallstenius och Emma Johanna Hammarström och syster till Gottfrid Kallstenius. Hon studerade konst för Sigrid Blomberg i Stockholm 1910–1911 och för Antoine Bourdelle vid Académie de la Grande Chaumière i Paris 1912–1913. Separat ställde hon ut i Västervik och på Lilla Paviljongen i Stockholm och hon medverkade i samlingsutställningar med Sveriges allmänna konstförening. Bland hennes arbeten märks en medaljong över Albert Schweitzer. Hennes konst består av figurer och porträtt i gips.